# Голосов, Михаил Юрьевич
Михаил Юрьевич Голосов (англ. Mikhail Golosov; 31 марта 1977, Витебск, БССР, СССР) — белорусский и американский экономист, профессор экономики (The Homer J. Livingston Professor in Economics) Чикагского университета. Доктор философии (PhD) по экономике. Член Эконометрического общества.

## Биография
В 1994 году после окончания средней школы в Витебске поступил в Белорусский государственный экономический университет, где в июне 1998 года получил диплом по специальности «банковское дело». В 1998—1999 годах учился в Канаде в магистратуре Университета Британской Колумбии. Летом 2004 года в Университете Миннесоты под руководством профессоров Варадараджана Чари и Ларри Джонса защитил диссертацию на тему «Essays in Dynamic Fiscal and Monetary Policy» и получил степень PhD in Economics. В 2001—2004 годах работал помощником аналитика в исследовательском отделе Федерального резервного банка Миннеаполиса. Летом 2002 года проходил практику экономистом в Международном валютном фонде.
С 2004 по 2009 год преподавал в Массачусетском технологическом институте. С 2005 года научный сотрудник Национального бюро экономических исследований США.
В феврале 2006 года совместно с доцентом Гарвардского университета Олегом Цывинским получил от Национального научного фонда грант $276,6 тыс. на исследование по теме «Optimal Policy in Dynamic Informationally Constrained Economies». В марте 2008 года получил от ННФ грант $400 тыс. на исследование по теме «Integrated Framework of Political Economy and Government Policy».
С 2009 по 2011 год — профессор Йельского университета, с 2011 по 2017 год — профессор Принстонского университета, с 2017 года — профессор Чикагского университета.
С 2014 года член Эконометрического общества.

## Личная жизнь
В начале 1990-х годах познакомился в Нидерландах с Олегом Цывинским, где они были распределены в одну принимающую семью во время программы по обмену школьников. Впоследствии они вместе учились в университете в Минске и в аспирантуре в Миннесоте. Многие научные работы были написаны ими в соавторстве.

## Награды и признание
- 2008 — Стипендия Слоуна[5]

## Избранные публикации
- Optimal Indirect and Capital Taxation (Mikhail Golosov, Нараяна Кочерлакота, Олег Цывинский), The Review of Economic Studies, 70 (3), 569—587, July 2003.
- Designing Optimal Disability Insurance: A Case for Asset Testing (Mikhail Golosov, Aleh Tsyvinski), Journal of Political Economy, 114 (2), 257—279, April 2006.
- Menu Costs and Phillips Curves (Mikhail Golosov, Роберт Лукас), Journal of Political Economy, 115 (2), 171—199, April 2007.
- Optimal Taxes on Fossil Fuel in General Equilibrium (Mikhail Golosov, John Hassler, Per Krusell[англ.], Aleh Tsyvinski), Econometrica, 82 (1), 41—88, January 2014.
- The Industrialization and Economic Development of Russia through the Lens of a Neoclassical Growth Model (Anton Cheremukhin, Mikhail Golosov, Сергей Гуриев, Aleh Tsyvinski), The Review of Economic Studies, 84 (2), 613—649, April 2017.